# Пхасичарен
Пхасичарен (тайск. คลองภาษีเจริญ) — канал, начинающийся кхете Пхасичарен в Бангкоке соединяет старое русло реки Чаупхрая — канал Бангкокъяй с рекой Тхачин. Находится в трёх кхетах Бангкока — Пхасичарен, Бангкхе, Нонгкхем и далее идёт в провинцию Самутсакхон. Длина 27 км.

## История

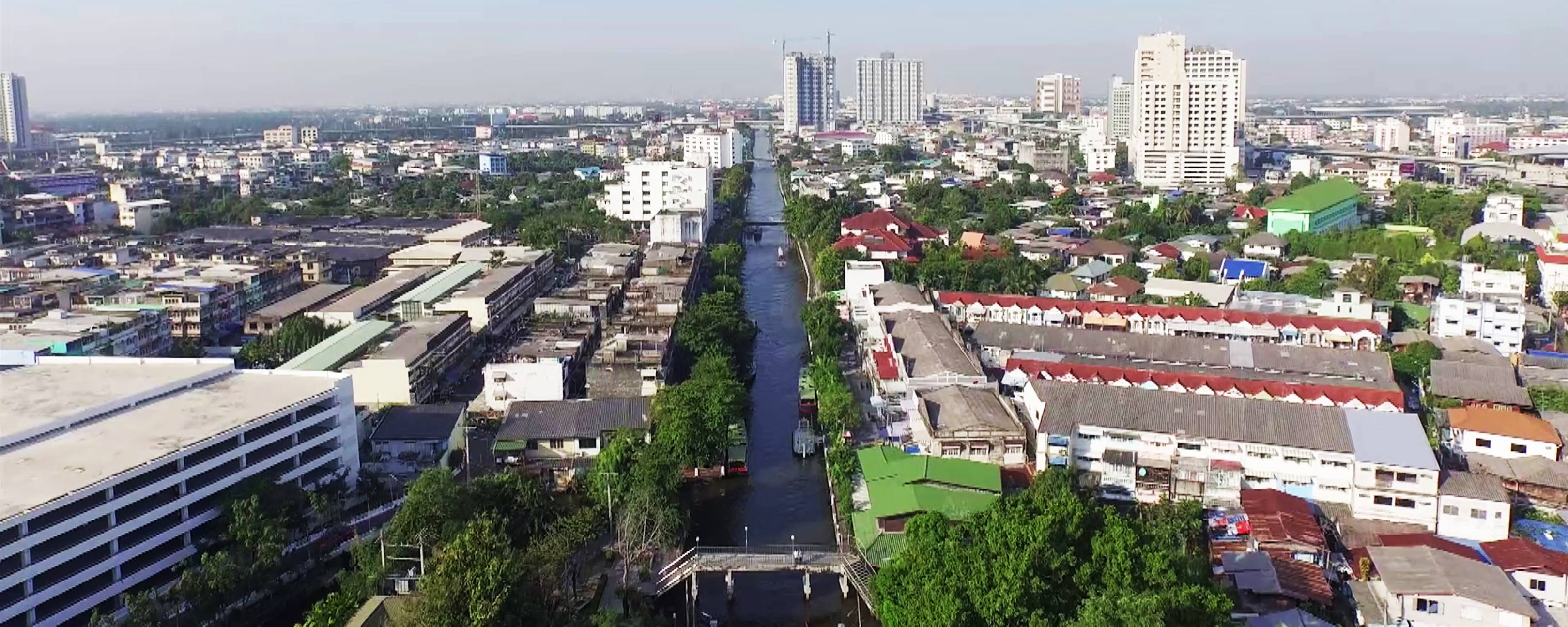

Во время правления Монгкута, канал начал строить Пхра Пхаси Сомбат Борибун, организатор первого пароходного маршрута в Таиланде.
Для найма китайских рабочих были использованы средства от налогов на продажу опиумного мака. Канал был построен в 1872 году во время правления короля Рамы V Строительство обошлось в 112000 батов.
Буквально название канала переводится как «польза налогов». По одной версии канал назвали именно так, потому что он построен на деньги от налогообложения. По другой версии слово Пхаси взято из имени инвестора, который таким образом принёс пользу (Чарен) народу.
Как и канал Махасават, канал Пхасичарен — один из каналов в Бангкоке, соединяющий центр города с окраинами. Он является одним из большой сети каналов, до сих пор остающихся на западном берегу реки Чаупхрая, в то время как на восточном берегу многие каналы скрыты расширяющейся дорожной сетью. Канал проходит по сельской территории Бангкока и до сих пор здесь можно наблюдать классический прибрежный образ жизни местного населения в прибрежных сообществах Wat Muang, Kan Rua, Kaset Rungruang, Wat Ang Kaew and Wat Rang Bua.
Первоначально, канал использовался для транспортировки сахарного тростника с завода Пхра Пхаси Сомбат Борибуна. До развития автомобильного транспорта каналы были основными транспортными артериями города, в данное время небольшое количество лодок курсирует по каналу в связи с развитием дорожной сети.

## Маршрут водного автобуса
Водный автобус по каналу Пхасичарен — транспортный сервис по перевозке пассажиров по каналу Пхасичарен по территории кхета Пхасичарен в западной части Бангкока, Таиланд.
По состоянию на 2018 год основной маршрут состоит из 15 пирсов, проезд стоит 15 батов независимо от расстояния. 11 километров лодки проходят за 55 минут. Маршрут действует по будним дням утром (с 6 до 9) и вечером (с 16 до 19-15). Маршрут обслуживают 12 лодок с интервалом движения 20 минут. По выходным отправляются с конечных остановок раз в час с 7 до 18. В день линией пользуются 900 пассажиров. Для оплаты можно использовать карту «Rabbit»..
31 июля был организован дополнительный маршрут по каналу Пхасичарен до пирса Ват-Кампэнг-Бангчак по выходным дням.
В 2022 году сервис приостановлен на неопределенный срок. 

## Достопримечательности
В результате развития систем рельсового транспорта близлежащие районы активно застраиваются современными жилыми комплексами. Однако вдоль канала много интересных мест для посещения — храмы, рынки:
- храмовый комплекс Ват-Пак-Нам-Пхасичарен с большой ступой и музеем и расположенными рядом Ват-Кхун-Чан, Ват-Абсонсаван-Воравихан, Ват-Праду-Чимпхли, Ват-Нуаннорадит (Пирс 1);
- Ват-Ниммонаради с прилегающим рынком (Пирс 11);
- Mae Thap Thim Shrine (Пирс 13);
- Ват-Мыанг 1823 года постройки (Пирс 14);
- на конечной станции можно посетить рынок Клонг Кванг (Пирс 15)[3].